# Voyah i-Land
La Voyah i-Land est un concept car de berline GT premium 100 % électrique du centre de design italien Italdesign présentée en 2020 pour la nouvelle marque  chinoise Voyah, filiale de Dongfeng Motor Corporation.

## Présentation
Le concept Voyah i-Land est présenté au salon de Pékin 2020. L'i-Land préfigure le premier modèle de la marque électrique Voyah prévu en 2021.

## Caractéristiques techniques
La Voyah i-Land repose sur la plateforme technique ESSA (Electric, Smart & Secure Architecture) du constructeur Dongfeng. Elle est dotée de 2 portes à ouverture papillon, et 3 places, un siège passager et deux places arrière.